# Georg Christoph von Schallenberg
Georg Christoph von Schallenberg (* 1593; † 1657) war Adeliger und Beamter.
Georg Christoph Freiherr von Schallenberg war der Sohn von Christoph von Schallenberg (1561–1597) und Margaretha von Lappitz (1560–1614). Georg Christoph konvertierte 1630 zum Katholizismus, 1638 wurde er in den Oberösterreichischen Herrenstand und am 14. Juli 1656 in den Reichsfreiherrnstand (mit Wappenbesserung) aufgenommen.
Georg Christoph von Schallenberg war k. k. Kämmerer, geheimer Rat, Landrat, Oberstproviantmeister und Oberstkommissar in Oberösterreich. 1615 heiratete er Eva von Hoheneck, mit der er zwei Söhne hat.
Er verfasste Tagebücher und eine Familienchronik.